# Мёлан, Полина де
Полина де Мёлан (фр. Pauline de Meulan; 2 ноября 1773, Париж — 1 августа 1827) — французская писательница и публицист. Много внимания уделяла вопросам морали и воспитания. Наиболее известны её произведения для детей и юношества.

## Биография и творчество
Полина де Мёлан (полное имя Элизабет-Шарлотта-Полина де Мёлан) родилась в 1773 году в Париже. Она происходила из знатного и богатого дворянского рода: её отцом был королевский советник Шарль де Мёлан, матерью — Маргерит де Сен-Шаман.
Французская революция и смерть Шарля де Мёлана в 1790 году повлекли за собой разорение семейства. Маргерит де Мёлан осталась вдовой с пятью детьми, без средств к существованию, и тогда Полина, старшая из детей, приняла решение зарабатывать на жизнь литературным трудом. В 1799 году вышел её первый роман «Les Contradictions ou Ce qui peut en arriver» (1799, in-12), в 1800 — «La Chapelle d’Ayton», написанный в подражание модным в то время английским романам. Затем де Мёлан обратилась к публицистике: Жан-Батист Сюар пригласил её писать для газеты Publiciste, основанной им в 1801 году. Круг тем, которые затрагивала де Мёлан, был широк: литература, театр, вопросы морали и т. п. Вскоре её ум и остроумие были замечены, и она приобрела блестящую репутацию; ею восхищались мадам де Сталь и Сен-Бёв.
Благодаря газете де Мёлан познакомилась со своим будущим мужем, историком и политиком Франсуа Гизо: когда однажды в 1807 году она заболела, Гизо предложили подменить Полину и вести её раздел. Состоявшееся впоследствии знакомство положило начало дружбе и сотрудничеству: в 1808 году они вместе начали переводить «Историю упадка и гибели Римской империи» Эдуарда Гиббона. В 1811 году этот грандиозный труд завершился публикацией тринадцати томов с комментариями Гизо и Мёлан. В том же году состоялась их свадьба. Разница в возрасте (Полина была на четырнадцать лет старше) и тесные связи семьи Мёлан с рядом влиятельных персон породили сплетни о браке по расчёту, однако большинство современников сходились в том, что это был союз по любви. Родившийся у супругов в 1813 году сын Франсуа прожил меньше двух месяцев; второй сын, тоже Франсуа, прожил до двадцати одного года.
Со временем основной сферой интересов Полины де Мёлан стали проблемы морали и образования. С 1811 года она публиковала статьи, сказки и диалоги в «Анналах образования»: периодическом издании для родителей, основанном Франсуа Гизо. В 1812 году вышел её сборник сказок «Les Enfants». Затем, после долгого перерыва, в 1821 году был опубликован нравоучительный роман «Raoul et Victor, ou l’écolier», удостоенный премии Французской академии (1822). В 1823 году вышли два тома «Новых сказок» («Nouveaux Contes»). Детские сказки де Мёлан обычно содержат в себе некое поучение; героиней часто является женщина, не имеющая мужа и самостоятельно зарабатывающая на жизнь для себя и своих детей. Сказки имели большой успех, неоднократно переиздавались и переводились на разные языки. В 1826 году вышло сочинение де Мёлан «L’Education domestique ou Lettres de famille sur l'éducation», посвящённое проблемам нравственного воспитания детей. Некоторые произведения были опубликованы посмертно, в том числе «Une famille» (1828) и «Conseils de morale, ou Essais sur l’homme, la société, la littérature» (1828).
Полина де Мёлан умерла от туберкулёза 1 августа 1827 года. Перед смертью она приняла религию мужа — протестантизм. Через год с небольшим Франсуа Гизо женился на её племяннице Элизе Дилон.